# 感田駅
感田駅（がんだえき）は、福岡県直方市大字感田にある、筑豊電気鉄道筑豊電気鉄道線の駅である。駅番号はCK20。

## 歴史
- 1959年（昭和34年）9月18日：開業。

## 駅構造
相対式ホーム2面2線の地上駅。無人駅。
| ホーム | 路線        | 行先                       | 備考 |
| ------ | ----------- | -------------------------- | ---- |
| 1      | ■筑豊電鉄線 | 筑豊直方ゆき               |      |
| 2      | ■筑豊電鉄線 | 楠橋・永犬丸・黒崎駅前方面 |      |

※実際には上記ののりば番号標はない、上記の番号は列車運転指令上の番線番号である。

## 利用状況
2021年度の1日平均乗降人員は320人である。
近年の1日平均乗降人員は下表のとおりである。
| 年度               | 1日平均 乗降人員 |
| ------------------ | ---------------- |
| 2010年（平成22年） | 450              |
| 2011年（平成23年） | 439              |
| 2012年（平成24年） | 359              |
| 2013年（平成25年） | 372              |
| 2014年（平成26年） | 345              |
| 2015年（平成27年） | 352              |
| 2016年（平成28年） | 349              |
| 2017年（平成29年） | 342              |
| 2018年（平成30年） | 378              |
| 2019年（令和元年） | 352              |
| 2020年（令和2年）  | 287              |
| 2021年（令和3年）  | 320              |

## 駅周辺
- 直方市立感田小学校
- 直方市立第二中学校
- 地域医療機能推進機構福岡ゆたか中央病院
- 直方セントポール幼稚園
- 直方感田びっくり市[3]
- 阿高神社[4]
- 国道200号
- 福岡県道73号直方水巻線

### バス路線
- 西鉄バス筑豊「感田電停」停留所 - イオンモール直方行きバスが停車し、乗換駅となっている。
  - シャトルバス：直方 - 感田電停 - 福岡ゆたか中央病院（平日昼間のみ） - イオンモール直方
  - 13：直方 - 直方二中 - 感田電停 - 福岡ゆたか中央病院 - 浄福寺 - イオンモール直方

## 隣の駅
筑豊電気鉄道
■筑豊電気鉄道線
遠賀野駅 (CK19) - 感田駅 (CK20) - 筑豊直方駅 (CK21)